# Max Wulfart
Max Wulfart, né le 1er janvier 1876 à Frauenburg dans l'Empire russe, aujourd'hui en Lettonie, et mort en décembre 1954 à l'hôpital Beaujon de Clichy, est un peintre français d'origine russe.

## Biographie
Max Wulfart naît le 1er janvier 1876 à Frauenburg dans l'Empire russe du mariage d'Hereil Wulfart et de Marie Maler. Il se marie avec Eugénie Kramer le 3 avril 1901 à Riga. Ils ont 2 enfants, Louis, né à Riga en 1902, qui devient ingénieur, et Marius, né en 1905, dans le 14e arrondissement de Paris, qui épouse la même passion que son père en devenant artiste peintre.
Avant son arrivée en France, il étudie à l'Académie d'Odessa. Il arrive en France, en 1903, et réside au no 235 rue du Faubourg-Saint-Honoré dans le 8e arrondissement de Paris.
À l'École des beaux-arts de Paris, il est élève de Jean-Paul Laurens.
Il obtient la nationalité française en 1925.
Il séjourne en Bretagne et peint dans la région de Concarneau.
Pendant la Seconde Guerre mondiale, conformément à la 1re ordonnance allemande du 8 décembre 1940, il est recensé à Saint-Nazaire et s'installe dans la commune de Saint-Étienne-de-Montluc. Pendant cette période, la bibliothèque de son domicile parisien, comprenant 339 ouvrages, va être pillée par les Allemands en août 1943.
Il réalise de nombreux portraits, la plupart exposés au Salon, comme ceux d'Albert Einstein (qui illustra longtemps le Petit Larousse), du roi Alphonse XIII d'Espagne, de Manuel García Prieto, José Canalejas, Jacques Duboin, Jacques Antoine Jumeau-Lafond.

## Collections publiques
- Paris, Académie des Sciences : Portrait d'Albert Einstein, 1921.
- Le Touquet-Paris-Plage, Musée du Touquet-Paris-Plage - Édouard Champion : Monsieur Dachicourt, 1932, huile sur toile, signé en bas à droite, 116 × 89 cm, don de l'artiste le 20 juillet 1932

## Expositions particulières
- 1907, Deauville, exposition de portraits et paysages normands
- 1925, Paris Galerie Petit, exposition de peintures marines et de portraits[3].
- Galerie Balzac, exposition de peintures évoquant la vie des pêcheurs bretons ainsi que des portraits du député Marius Moutet et du physicien Albert Einstein[5].

## Salons
- 1912 : Vieilles Femmes de l'hospice d'Oloron
- 1914 : Liseuse
- 1920 : portrait de Pierre Mille
- 1925 : Les Bigoudines

Max Wulfart expose au Salon des indépendants de 1919 à 1926.

## Distinctions
Max Wulfart est nommé chevalier dans l'ordre national de la Légion d'honneur par décret en date du 23 juillet 1925.